# Europski odbor regija
Europski odbor regija (OR) skupština je lokalnih i regionalnih predstavnika Europske unije (EU) koja predstavlja glas podnacionalnih vlasti (tj. regija, županija, pokrajina, općina i gradova) unutar institucionalnog okvira EU-a.
Osnovan 1994. godine, Odbor regija uspostavljen je kako bi riješio dva glavna problema. Prije svega, oko tri četvrtine zakonodavstva EU-a provodi se na lokalnoj i regionalnoj razini, pa je bilo logično da lokalne i regionalne vlasti imaju pravo glasa pri donošenju novih europskih zakona. Pored toga, javljala se bojazan od sve većeg jaza između javnosti i postupka Europske integracije; uključivanje izabrane razine vlasti najbliže građanima bio je jedan od načina smanjenja jaza.

## Povijest
Lokalne i regionalne vlasti borile su se unutar Europske unije za veći upliv na europske poslove. Kao rezultat tih nastojanja, Ugovorom iz Maastrichta stvoren je Europski odbor regija i odredba o tome da će ministri iz regionalnih vlada predstavljati svoje države članice u Vijeću EU-a.

## Načela
Tri su glavna načela u središtu rada Odbora:
Supsidijarnost
Ovo načelo nastalo je u isto vrijeme kada je stvoren OR, a cilj mu je da se odluke unutar Europske unije donose na najbližoj mogućoj razini građanima. Europska unija stoga ne bi trebala izvršavati zadaće koje su primjerenije nacionalnim, regionalnim ili lokalnim upravama. 
Blizina
Sve razine vlasti trebale bi biti što bliže građanima i to na način da svoj rad organiziraju transparentno, tako da građani znaju tko organizira što i kome se obratiti da se njihov glas čuje.
Partnerstvo
Dobro europsko upravljanje označava zajedničku suradnju europske, nacionalne, regionalne i lokalne vlasti, pri čemu su sve četiri razine vlasti neizostavne i trebale bi biti uključene u postupak donošenja odluka za višerazinsko upravljanje.

## Područje primjene
Ugovori obvezuju Europsku komisiju i Vijeće Europske unije da se savjetuju s Odborom regija u izradi novih prijedloga na područjima koja utječu na regionalnu i lokalnu razinu. Izvan ovih područja, Europska komisija, Vijeće i Europski parlament imaju mogućnost savjetovanja s OR-om u pitanjima koja bi za prijedlog koji donose mogla imati važne posljedice na regionalnoj ili lokalnoj razini. OR također može izraditi mišljenje na vlastitu inicijativu, što mu omogućuje da uvrsti pitanja u program EU-a.
OR je dobio pravo (privilegirani status) da pristupi Sudu Europske unije sada kada je Ugovor iz Lisabona stupio na snagu, nakon što su ga sve države članice EU-a ratificirale (članak 8. Protokola (br. 2) o primjeni načela supsidijarnosti i proporcionalnosti).

## Sastav
OR ima 350 punopravnih članova i jednak broj njihovih zamjenika, pri čemu a broj članova iz svake države članice odražava veličinu njezina stanovništva. Brojevi članova po državi su:
| Zemlja                 | Broj predstavnika |
| ---------------------- | ----------------- |
| Njemačka               | 24                |
| Francuska              | 24                |
| Italija                | 24                |
| Ujedinjeno Kraljevstvo | 24                |
| Poljska                | 21                |
| Španjolska             | 21                |
| Rumunjska              | 15                |
| Belgija                | 12                |
| Češka                  | 12                |
| Grčka                  | 12                |
| Mađarska               | 12                |
| Nizozemska             | 12                |
| Austrija               | 12                |
| Portugal               | 12                |
| Bugarska               | 12                |
| Švedska                | 12                |
| Danska                 | 9                 |
| Hrvatska               | 9                 |
| Irska                  | 9                 |
| Litva                  | 9                 |
| Slovačka               | 9                 |
| Finska                 | 9                 |
| Latvija                | 7                 |
| Slovenija              | 7                 |
| Estonija               | 6                 |
| Cipar                  | 5                 |
| Luksemburg             | 5                 |
| Malta                  | 5                 |
| Ukupno                 | 350               |

## Unutarnja struktura
Predsjednik
Predsjednik kojeg na mandat od dvije i pol godine bira Plenarna skupština, vodi rad Odbora regija, predsjeda plenarnim zasjedanjima te je službeni predstavnik OR-a. Karl-Heinz Lambertz (Belgija / Stranka europskih socijalista, PES), senator Njemačke jezične zajednice u Belgiji, aktualni je predsjednik izabran 12. srpnja 2017.   
Popis predsjednika Odbora regija
| Predsjednik OR-a                                          | Predsjedavao/la       | Državljanstvo: | Europski politički klub       |
| --------------------------------------------------------- | --------------------- | -------------- | ----------------------------- |
| Apostolos Tzitzikostas, Središnja Makedonija - Grčka      | od 2020. - trenutačno | grčko          | Europska pučka stranka        |
| Karl-Heinz Lambertz, Njemačka jezična zajednica u Belgiji | od 2017. – 2020.      | belgijsko      | Stranka europskih socijalista |
| Markku Markkula, Espoo                                    | od 2015. – 2017.      | finsko         | Europska pučka stranka        |
| Michel Lebrun, Valonija                                   | 2014. – 2015.         | belgijsko      | Europska pučka stranka        |
| Ramón Luis Valcárcel, Murcia                              | 2012. – 2014.         | španjolsko     | Europska pučka stranka        |
| Mercedes Bresso, Pijemont                                 | 2010. – 2012.         | talijansko     | Stranka europskih socijalista |
| Luc Van Den Brande, Flandrija                             | 2008. – 2010.         | belgijsko      | Europska pučka stranka        |
| Michel Delebarre, Dunkerque, Nord-Pas de Calais           | 2006. – 2008.         | francusko      | Stranka europskih socijalista |
| Peter Straub, Baden-Wurttemberg                           | 2004. – 2006.         | njemačko       | Europska pučka stranka        |
| Sir Albert Bore, Birmingham                               | 2002. – 2004.         | britansko      | Stranka europskih socijalista |
| Jos Chabert, Regija glavnoga grada Bruxellesa             | 2000. – 2002.         | belgijsko      | Europska pučka stranka        |
| Manfred Dammeyer, Sjeverna Rajna-Vestfalija               | 1998. – 2000.         | njemačko       | Stranka europskih socijalista |
| Pasqual Maragall I Mira, Barcelona, Katalonija            | 1996. – 1998.         | španjolsko     | Stranka europskih socijalista |
| Jacques Blanc, Languedoc-Roussillon                       | 1994. – 1996.         | France         | Europska pučka stranka        |

Prvi potpredsjednik
Prvog potpredsjednika također bira plenarna skupština na razdoblje od dvije i pol godine, a u slučaju odsustva predsjednika on ima ulogu zamjenika. Markku Markkula (Finska / Europska pučka stranka, EPP), član Gradskog vijeća Espooa, izabran je 12. srpnja 2017. za prvog potpredsjednika Europskog odbora regija.
Predsjedništvo
Predsjedništvo je vladajuće tijelo OR-a. Sastoji se od 63 člana: predsjednika, prvog potpredsjednika, 28 potpredsjednika (jednog po državi članici), predsjednika OR-ovih političkih klubova i 28 ostalih članova iz nacionalnih izaslanstava zahvaljujući čemu odražava nacionalni i ravnotežu politički odnos snaga. Predsjedništvo se u načelu sastaje sedam do osam puta godišnje, izrađuje politički program OR-a te daje upute administraciji za provođenje svojih odluka.
Plenarna skupština
Članovi OR-a sastaju se na plenarnim zasjedanjima u Bruxellesu šest puta godišnje kako bi raspravili i usvojili mišljenja, izvješća i rezolucije.
Povjerenstva OR-a
Rad OR-a odvija se u okviru povjerenstava koja su specijalizirana za sljedeća tematska područja: 
- CIVEX – građanstvo, upravljanje, institucionalni i vanjski poslovi
- COTER – teritorijalna kohezijska politika, i proračun EU-a
- ECON – gospodarska politika
- ENVE – okoliš, klimatske promjene i energija
- NAT – prirodni resursi uključujući poljoprivredu
- SEDEC – socijalna politika, obrazovanje zapošljavanje i kultura.

Oni pripremaju nacrte mišljenja te drže konferencije i seminare usmjerene na njihovo područje nadležnosti. Svako povjerenstvo sastoji se od otprilike 100 članova (svaki član može biti u dva povjerenstva), a u radu mu pomaže tajništvo u sklopu uprave. Postoji i posebno Povjerenstvo za financijske i administrativne poslove (CFAA) koje pomaže Predsjedništvu OR-a.
Politički klubovi
U OR-u je zastupljeno pet političkih klubova: Europska pučka stranka (EPP), Klub zastupnika europskih konzervativaca i reformista (ECR), Stranka europskih socijalista (PES), Savez liberala i demokrata za Europu (ALDE) i Europski savez (EA). Članovi svakog političkog kluba sastaju se prije najvažnijih sastanaka kako bi usvojili zajednička stajališta. 
Konferencija predsjednika
Predsjednik OR-a, prvi potpredsjednik, predsjednici političkih klubova i glavni tajnik sastaju se u okviru Konferencije predsjednika prije svakog plenarnog zasjedanja i drugih važnih sastanaka, s ciljem postizanja političkog konsenzusa o strateškim pitanjima.
Nacionalna izaslanstva
OR također obuhvaća 28 nacionalnih izaslanstava. Članovi se sastaju u svojim nacionalnim izaslanstvima prije plenarnih zasjedanja i ostalih događaja kako bi raspravili o zajedničkim stajalištima.
Glavni tajnik
Predsjedništvo imenuje glavnog tajnika na razdoblje od 5 godina. Kao voditelj uprave OR-a glavni tajnik ne smije imati politički mandat Odgovoran je za provođenje odluka predsjednika i Predsjedništva te za nesmetan rad uprave. Jiří Buriánek aktualni je OR-ov glavni tajnik, imenovan 1. rujna 2014.
Glavno tajništvo
Glavno tajništvo sastoji od sljedećih pet uprava: Članovi i plenarna zasjedanja; Zakonodavni rad 1; Zakonodavni rad 2; Komunikacije; Ljudski resursi; Financije. Upravu za logistiku i Upravu za prevođenje OR dijeli s Europskim gospodarskim i socijalnim odborom.

## Rad
Mišljenja
Europska komisija, Vijeće ministara i Europski parlament savjetuju se s OR-om pri izradi zakonodavnih tekstova (direktiva, uredbi itd.) na područjima koja se tiču lokalnih i regionalnih vlasti. Nacrti tih dokumenata prosljeđuju se nadležnom povjerenstvu OR-a. Potom se imenuje izvjestitelj za izradu mišljenja Odbora. Povjerenstvo OR-a mora usvojiti nacrt mišljenja prije rasprave na plenarnoj sjednici. Nakon usvajanja na plenarnoj sjednici, službeno mišljenje šalje se svim europskim institucijama i objavljuje u Službenom listu Europske unije.
Rezolucije
Rezolucije Odboru omogućuju da izrazi svoj stav o važnim i aktualnim pitanjima. OR-ovi politički klubovi ili 32 njegova člana također mogu izraditi rezolucije.
Studije i ostale publikacije
OR izrađuje studije o različitim vidovima lokalne i regionalne dimenzije EU-a (obrazovanje, prijevoz, socijalna pitanja, proširenje itd.). One se izrađuju uz pomoć vanjskih stručnjaka. OR također izrađuje publikacije za opću javnost kao i za lokalne subjekte, u kojima objašnjava svoje aktivnosti i izlaže trenutan politički razvoj.
Događaji
Odbor regija mjesto je susreta europskih regija i gradova te stoga organizira konferencije, seminare i izložbe u suradnji s lokalnim i regionalnim partnerima i ostalim institucijama EU-a. Jednom godišnje, za vrijeme Europskog tjedna regija i gradova (OPEN DAYS), OR u svom sjedištu ugošćuje tisuće sudionika koji sudjeluju u živahnim raspravama ili traže partnere za suradnju na zajedničkim projektima.

## Ključni datumi
1992.: Ugovor iz Maastrichta Čelnici EU-a odlučuju uspostaviti Odbor regija (OR) kao savjetodavnu skupštinu koja će predstavljati glas regija i gradova u postupku donošenja odluka EU-a te će djelovati kao izravna poveznica između Bruxellesa i građana. Ugovor obvezuje Europsku komisiju i Vijeće ministara da se savjetuju s OR-om o ključnim pitanjima od interesa za regije. Vlade država članica imenuju članove OR-a čiji mandat traje četiri godine. U ožujku 1994. godine OR održava svoje prvo plenarno zasjedanje u Bruxellesu.
1995.: Proširenje EU-a Ulaskom Austrije, Finske i Švedske u EU, broj članova OR-a porastao je sa 189 na 222.
1997.: Ugovor iz Amsterdama Proširuje OR-ov djelokrug rada te time OR pokriva dvije trećine zakonodavnih prijedloga EU-a. Ugovor također omogućuje savjetovanje Europskog parlamenta s Odborom regija.
2001.: Ugovor iz Nice Naglašava demokratsku legitimnost OR-a zahtijevajući da njegovi članovi budu izabrani ili da politički odgovaraju izabranoj regionalnoj ili lokalnoj skupštini. Ograničuje broj članova na 350.
2002. – 03.: Konvencija o budućnosti EU-a Članovi OR-a sudjeluju u konvenciji odgovornoj za nacrt ustava EU-a. Taj tekst izričito prepoznaje ulogu i ovlasti lokalnih i regionalnih vlasti; također, OR-u daje pravo da se obrati Sudu Europskih zajednica kako bi doveo u pitanje zakone EU-a koji nisu u skladu s načelom supsidijarnosti.
Svibanj 2004.: Proširenje EU-a Ulaskom deset novih država članica u EU, broj članova OR-a porastao je s 222 na 317.
Veljača 2006.:Novi mandat OR započinje novi mandat u trajanju od četiri godine. Njegovi politički prioriteti uključuju poticanje uloge lokalnih i regionalnih vlasti u skladu s Lisabonskom strategijom za otvaranje radnih mjesta i rast, putem jačanja kohezije i solidarnosti te provođenja kampanje za približavanje EU-a svojim građanima, pod naslovom "Komuniciranje o Europi na regionalnoj i lokalnoj razini".
Siječanj 2007.: Proširenje EU-a Ulaskom Bugarske i Rumunjske u EU, broj članova OR-a porastao je s 317 na 344.
Prosinac 2007.: Lisabonski ugovor Lisabonski ugovor potvrđuje pravo OR-a da uputi žalbu Sudu Europske unije s ciljem očuvanja svojih prava i načela supsidijarnosti, a to je pravo već bilo prepoznato na Konvenciji o budućnosti EU-a. Ova nova prava osnažit će OR-ovu političku ulogu, dopuštajući mu da na razini EU-a djeluje učinkovitije u korist regionalnih i lokalnih vlasti. Lisabonskim ugovorom mandat članova OR-a produžuje se s četiri na pet godina.
Srpanj 2013.: Proširenje EU-a Ulaskom Hrvatske u EU, broj članova OR-a porastao je s 344 na 353 (kasnije se broj članova OR-a smanjio na 350).

## Poveznice
- Institucije Europske unije

## Vanjske poveznice
- Europski Odbor regija  Arhivirana inačica izvorne stranice od 1. rujna 2014. (Wayback Machine)
- Europa u mojoj regiji  Arhivirana inačica izvorne stranice od 2. travnja 2015. (Wayback Machine)
- List of members